# University Park, Iowa
University Park là một thành phố thuộc quận Mahaska, tiểu bang Iowa, Hoa Kỳ. Năm 2010, dân số của thành phố này là 487 người.

## Dân số
Dân số qua các năm:
- Năm 2000: 536 người.
- Năm 2010: 487 người.